# 中華人民共和国の世界遺産

中華人民共和国の世界遺産（ちゅうかじんみんきょうわこくのせかいいさん）は、ユネスコに60件が登録されている（2025年7月）。世界遺産登録の前段階となる暫定リストは60件ある。Category:中華人民共和国の世界遺産に索引がある。注:一部に中国語の遺産登録名称を採用しています。

## 文化遺産
1. 万里の長城（1987年）
2. 北京と瀋陽の明・清王朝皇宮（1987年、2004年拡大）
3. 莫高窟（1987年）
4. 秦始皇帝陵及び兵馬俑坑（1987年）
5. 周口店の北京原人遺跡（1987年）
6. 承徳の避暑山荘と外八廟（1994年）
7. 曲阜の孔廟、孔林、孔府（1994年）
8. 武当山古建築（1994年）
9. ラサのポタラ宮の歴史的遺跡群（1994年、2000年・2001年拡大）
10. 廬山国立公園（1996年）
11. 麗江古城（1997年）
12. 平遥古城（1997年）
13. 蘇州古典園林（1997年、2000年拡大）
14. 頤和園（1998年）
15. 天壇（1998年）
16. 大足石刻（1999年）
17. 青城山と都江堰（2000年）
18. 安徽南部の古村落－西逓と宏村（2000年）
19. 龍門石窟（2000年）
20. 明・清王朝の皇帝墓群（2000年、2003年・2004年拡大）
21. 雲崗石窟（2001年）
22. 高句麗前期の都城と古墳（2004年）
23. マカオ歴史地区（2005年）
24. 殷墟（2006年）
25. 開平楼閣と村落（2007年）
26. 福建土楼（2008年）
27. 五台山（2009年）
28. 「天地の中央」にある登封の史跡群（2010年）
29. 杭州西湖の文化的景観（2011年）
30. 上都遺跡（2012年）
31. 紅河哈尼棚田群の文化的景観（2013年）
32. シルクロード：長安－天山回廊の交易路網（2014年）
33. 大運河（2014年）
34. 土司遺跡群（2015年）
35. 左江花山の岩絵の文化的景観（2016年）
36. 歴史的共同租界、鼓浪嶼（2017年）
37. 良渚古城遺跡（2019年）
38. 泉州 : 宋・元時代の中国における世界のエンポリウム（2021年）
39. 普洱の景邁山古茶林の文化的景観（2023年）
40. 北京中軸線：中華の理想的秩序を示す建造物群（2024年）
41. 西夏陵（2025年）

## 自然遺産
1. 九寨溝の渓谷の景観と歴史地域（1992年）
2. 黄龍の景観と歴史地域（1992年）
3. 武陵源の景観と歴史地域（1992年）
4. 雲南の三江併流保護区（2003年）
5. 四川ジャイアントパンダ保護区群（2006年）
6. 中国南方カルスト（2007年・2014年拡大）
7. 三清山国立公園（2008年）
8. 中国丹霞（2010年）
9. 澄江の化石産地（2012年）
10. 新疆天山（2013年）
11. 湖北神農架（2016年・2021年拡大）
12. 青海可可西里（2017年）
13. 梵浄山（2018年）
14. 中国の黄海＝渤海湾沿岸の渡り鳥保護区群（第2段階）（2019年・2024年拡大）
15. バダインジャラン砂漠 - 聳える砂丘群と湖沼群（2024年）

## 複合遺産
1. 泰山（1987年）
2. 黄山（1990年）
3. 峨眉山と楽山大仏（1996年）
4. 武夷山（1999年）

## 国境を越える世界遺産
1. シルクロード：長安－天山回廊の交易路網（カザフスタン、キルギスと共有）

## 一級行政区を越える世界遺産
1. 万里の長城（北京市、天津市、河北省、山西省、内モンゴル自治区、遼寧省、吉林省、山東省、河南省、湖北省、湖南省、四川省、陝西省、甘粛省、青海省、寧夏回族自治区、新疆ウイグル自治区と共有）
2. 北京と瀋陽の明・清王朝皇宮（北京市、遼寧省と共有）
3. 武夷山（福建省、江西省と共有）
4. 明・清王朝の皇帝墓群（北京市、河北省、遼寧省、江蘇省、湖北省と共有）
5. 高句麗前期の都城と古墳（遼寧省、吉林省と共有）
6. 中国南方カルスト（広西チワン族自治区、重慶市、貴州省、雲南省と共有）
7. 中国丹霞（浙江省、福建省、江西省、湖南省、広東省、貴州省と共有）
8. シルクロード：長安－天山回廊の交易路網（河南省、陝西省、甘粛省、新疆ウイグル自治区と共有）
9. 大運河（北京市、天津市、河北省、江蘇省、浙江省、安徽省、山東省、河南省と共有）
10. 土司遺跡群（湖北省、湖南省、貴州省と共有）
11. 湖北神農架（湖北省、重慶市と共有）
12. 中国の黄海＝渤海湾沿岸の渡り鳥保護区群（第2段階）（河北省、遼寧省、上海市、江蘇省、山東省と共有）

## 危機遺産
なし

## 文化的景観
1. 廬山国立公園
2. 五台山
3. 杭州西湖の文化的景観
4. 紅河哈尼棚田群
5. 左江花山の岩絵の文化的景観

## 地域別

### 北京市
- 万里の長城 - 八達嶺長城
- 北京と瀋陽の明・清王朝皇宮 - 北京故宮（紫禁城）
- 周口店の北京原人遺跡
- 頤和園
- 天壇
- 明・清王朝の皇帝墓群 - 明の十三陵
- 大運河 - 北京旧城（玉河故道、澄清上閘、澄清下閘、什刹海）
- 北京中軸線：中華の理想的秩序を示す建造物群

### 天津市
- 万里の長城 - 黄崖関長城
- 大運河 - 三岔口～天津運河

### 河北省
- 万里の長城 - 山海関
- 承徳の避暑山荘と外八廟
- 明・清王朝の皇帝墓群 - 清東陵、清西陵
- 大運河 - 滄州～徳州運河（連鎮謝家堰、華家口夯土険工）
- 中国の黄海＝渤海湾沿岸の渡り鳥保護区群（第2段階）

### 山西省
- 万里の長城
- 平遥古城
- 雲崗石窟
- 五台山

### 内モンゴル自治区
- 万里の長城 - 秦長城
- 上都遺跡
- バダインジャラン砂漠 - 聳える砂丘群と湖沼群[1]

### 遼寧省
- 万里の長城 - 九門口
- 北京と瀋陽の明・清王朝皇宮 - 瀋陽故宮
- 明・清王朝の皇帝墓群 - 永陵、福陵、昭陵
- 高句麗前期の都城と古墳 - 五女山城
- 中国の黄海＝渤海湾沿岸の渡り鳥保護区群（第2段階）

### 吉林省
- 万里の長城
- 高句麗前期の都城と古墳 - 丸都山城、国内城

### 上海市
- 中国の黄海＝渤海湾沿岸の渡り鳥保護区群（第2段階）

### 江蘇省
- 蘇州古典園林
- 明・清王朝の皇帝墓群 - 明孝陵
- 大運河 - 清口水利枢紐遺跡（河道、清口遺跡と淮河合流点、双金閘、清江閘、洪澤湖石堤）、総督漕運公署遺跡、揚州運河（河道、劉堡閘、盂城駅、邵伯古堤、邵伯碼頭、痩西湖、天寧寺行宮と重寧寺、個園、汪氏小苑、塩宗廟、盧紹緒宅江南運河）、常州運河、無錫運河（河道、清名橋歴史街区）、蘇州運河（河道および城市水網、盤門、宝帯橋、山塘歴史地区、平江歴史地区、呉江運河古繊道）、宿遷運河（宿城区と驢馬湖段運河、宿遷龍王廟）
- 中国の黄海＝渤海湾沿岸の渡り鳥保護区群（第2段階）

### 浙江省
- 中国丹霞 - 江郎山
- 杭州西湖の文化的景観
- 大運河 - 嘉興～杭州運河（河道と太湖～銭塘江間の河網、長安閘遺跡、鳳山水門遺跡、富義倉、長虹橋、拱宸橋、広済橋、橋西歴史地区）、南潯（南潯城区運河支流、南潯古鎮）、蕭山～紹興運河（河道、西興磚斗と磚過塘行遺跡、八字橋、八字橋社区、紹興古繊道）、上虞～余姚運河、寧波運河、寧波三江口（康安会館）
- 良渚古城遺跡

### 安徽省
- 黄山
- 安徽南部の古村落－西逓村と宏村
- 大運河 - 柳孜運河遺跡（柳孜橋梁遺跡）、泗県運河

### 福建省
- 武夷山
- 福建土楼
- 中国丹霞 - 泰寧
- 歴史的共同租界、鼓浪嶼
- 泉州 : 宋・元時代の中国における世界のエンポリウム

### 江西省
- 廬山国立公園
- 武夷山
- 三清山国立公園
- 中国丹霞 - 竜虎山

### 山東省
- 泰山
- 万里の長城
- 曲阜の孔廟、孔林、孔府
- 大運河 - 徳州運河（徳城区運河および周辺区域）、臨清運河（両条支流と与衛運河の合流点、臨清運河鈔関）、陽谷運河（河道と黄河の合流点、阿城下閘、阿城上閘、荊門下閘、荊門上閘）、南旺水利枢紐（会通河河道、小汶河引水工程、戴村堤、十里閘、徐建口斗門遺跡、邢通斗門遺跡、磚砌河堤、柳林閘、南旺分水龍王廟遺跡、寺前鋪閘）、微山運河（独山湖運河、利建閘中運河）、台児庄運河
- 中国の黄海＝渤海湾沿岸の渡り鳥保護区群（第2段階）

### 河南省
- 万里の長城
- 龍門石窟
- 殷墟
- 「天地の中央」にある登封の史跡群
- シルクロード：長安－天山回廊の交易路網 - 漢魏洛陽城遺跡、隋唐洛陽城定鼎門遺跡、漢函谷関遺跡、崤函古道遺跡
- 大運河 - 含嘉倉遺跡、回洛倉遺跡、鄭州運河、商丘南光段運河、商丘夏邑段運河

### 湖北省
- 万里の長城
- 武当山古建築
- 明・清王朝の皇帝墓群 - 明顕陵
- 土司遺跡群
- 湖北神農架

### 湖南省
- 万里の長城
- 武陵源の景観と歴史地域
- 中国丹霞 - 崀山
- 土司遺跡群

### 広東省
- 開平望楼と村落
- 中国丹霞 - 丹霞山

### 広西チワン族自治区
- 中国南方カルスト - 桂林、環江
- 左江花山の岩絵の文化的景観

### 重慶市
- 大足石刻
- 中国南方カルスト - 武隆、金仏山
- 湖北神農架 - 五里坡自然保護区

### 四川省
- 万里の長城
- 九寨溝の渓谷の景観と歴史地域
- 黄龍の景観と歴史地域
- 峨眉山と楽山大仏
- 青城山と都江堰
- 四川ジャイアントパンダ保護区群

### 貴州省
- 中国南方カルスト - 茘波、施秉
- 中国丹霞 - 赤水
- 土司遺跡群
- 梵浄山

### 雲南省
- 麗江古城
- 雲南の三江併流保護区
- 中国南方カルスト - 石林
- 澄江の化石産地
- 紅河哈尼棚田群の文化的景観
- 普洱の景邁山古茶林の文化的景観

### チベット自治区
- ラサのポタラ宮の歴史的遺跡群

### 陝西省
- 万里の長城
- 秦始皇帝陵及び兵馬俑坑
- シルクロード：長安－天山回廊の交易路網 - 興教寺塔、唐長安城大明宮遺跡、大雁塔、小雁塔、漢長安城未央宮遺跡、彬県大仏寺石窟、張騫墓

### 甘粛省
- 万里の長城 - 嘉峪関
- 莫高窟
- シルクロード：長安－天山回廊の交易路網 - 麦積山石窟、炳霊寺石窟、鎖陽城遺跡、懸泉置遺跡、玉門関遺跡

### 青海省
- 万里の長城
- 青海可可西里[2]

### 寧夏回族自治区
- 万里の長城 - 秦長城
- 西夏陵

### 新疆ウイグル自治区
- 万里の長城
- 新疆天山
- シルクロード：長安－天山回廊の交易路網 - 高昌故城、交河故城、北庭故城、スバシ仏寺遺跡、キジルガハ烽火台、キジル千仏洞

### マカオ特別行政区
- マカオ歴史地区

## 暫定リスト掲載物件
世界遺産登録の前段階となる暫定リストに掲載されている物件。

### 文化遺産
- 白酒醸造所遺跡（2008年3月）

杏花村汾酒老作坊、成都水井街酒坊、瀘州老窖作坊群、古藺県郎酒老作坊、宜賓五糧液老作坊、宜賓紅楼夢槽房頭老作坊、射洪県泰安作坊
- 山西省と陝西省の古民居（2008年3月）

丁村、党家村
- 明・清の城壁（2008年3月）

興城城壁、南京城壁、臨海台州府城壁、寿県城壁、鳳陽明中都皇城城壁、荊州城壁、襄陽城壁、西安城壁
- 江南の水郷古鎮（2008年3月）

甪直、周荘、烏鎮、西塘
- 鳳凰古城（2008年3月）
- 南越国遺跡（2008年3月）

南越国宮署遺跡、南越王墓、南越国水閘遺跡
- 白鶴梁の水文題刻（2008年3月）
- チベット族とチャン族の碉楼と村落（2013年1月）

丹巴、桃坪、黒虎
- 貴州省南東のミャオ族の村落―苗嶺山脈の雷公山山麓の村落（2008年3月）
- カレーズ井戸（2008年3月）
- 「明・清王朝の皇帝墓群」の拡大（2008年3月）

潞簡王墓
- 遼代の木造建築物（2013年1月）

応県木塔、義県奉国寺大雄殿
- 紅山文化の遺跡（2013年1月）

牛河梁遺跡、紅山後遺跡、魏家窩鋪遺跡
- 青瓷窯遺跡（2013年1月）

上林湖越窯遺跡、大窯竜泉窯遺跡
- 福州の三坊七巷（2013年1月）
- 西夏王陵（2013年1月）
- トン族の村落（2013年1月）
- 霊渠（2013年1月）
- Diaolou Buildings and Villages for Tibetan and Qiang Ethnic Groups（2013年1月）
- 古蜀遺跡（2013年1月）

三星堆遺跡、金沙遺跡、古蜀船棺合葬墓
- The Chinese Section of the Silk Roads（2016年2月）
- Imperial Kiln Sites of Jingdezhen（2017年9月）

### 自然遺産
- 東寨港自然保護区（1996年2月）
- 揚子鰐自然保護区（1996年2月）
- 鄱陽湖自然保護区（1996年2月）
- 天坑地縫風景区（2001年11月）
- 五大連池風景区（2001年11月）
- タクラマカン砂漠―胡楊林（2010年1月）
- 中国のアルタイ山脈（2010年1月）
- カラコルム山脈とパミール高原（2010年1月）
- 新疆ヤルダン（2015年1月）
- Dunhuang Yardangs（2015年1月）
- 管涔山-蘆芽山（2017年2月）
- 青海湖（2017年2月）
- Vertical Vegetation Landscape and Volcanic Landscape in Changbai Mountain（2017年2月）
- Huangguoshu Scenic Area（2019年1月）
- Guizhou Triassic Fossil Sites（2019年1月）
- Fujian Minjiang River Estuary: The ecotone between marine and terrestrial biogeographical regions（2022年8月）
- Hezheng Mammalian Fossil Sites of Gansu（2024年5月）

### 複合遺産
- 雅礱河風景区（2001年11月）
- 長江三峡風景区（2001年11月）
- 華山風景区（2001年11月）
- 雁蕩山（2001年11月）
- 楠渓江（2001年11月）
- 麦積山風景区（2001年11月）
- 海壇風景区（2001年11月）
- 大理蒼山洱海風景区（2001年11月）
- 「泰山」の拡大（2008年4月）

衡山、華山、嵩山、恒山（泰山と合わせて五岳）
- 天柱山（2015年1月）
- 「武夷山」の拡大（2015年1月）

井岡山-北武夷山
- 蜀道（2015年1月）
- 土林-グゲの景観と歴史地区（2015年1月）
- Hulun Buir Landscape & Birthplace of Ancient Minority（2017年2月）
- Scenic and historic area of Sacred Mountains and Lakes（2017年2月）
- 太行山（2017年2月）
- Hainan Tropical Rainforest and the Traditional Settlement of Li Ethnic Group（2022年1月）